# Tettigometra damryi
Tettigometra damryi är en insektsart som beskrevs av Lethierry 1876. Tettigometra damryi ingår i släktet Tettigometra och familjen Tettigometridae.
Artens utbredningsområde är Frankrike. Inga underarter finns listade i Catalogue of Life.